# Cremastobaeus niger
Cremastobaeus niger är en stekelart som beskrevs av William Harris Ashmead 1894. Cremastobaeus niger ingår i släktet Cremastobaeus och familjen Scelionidae. Inga underarter finns listade i Catalogue of Life.